# سیارک ۱۳۶۳
سیارک ۱۳۶۳ (به انگلیسی: 1363 Herberta، نامگذاری:1935RA) هزار و سیصد و شصت و سومین سیارک کشف شده‌است که در ۳۰ اوت ۱۹۳۵ کشف شد.
قدر مطلق سیارک برابر ۱۱٫۶۰ است.